# Naissance en 1176
Naissance
- 1172
- 1173
- 1174
- 1175
- 1176
- 1177
- 1178
- 1179
- 1180

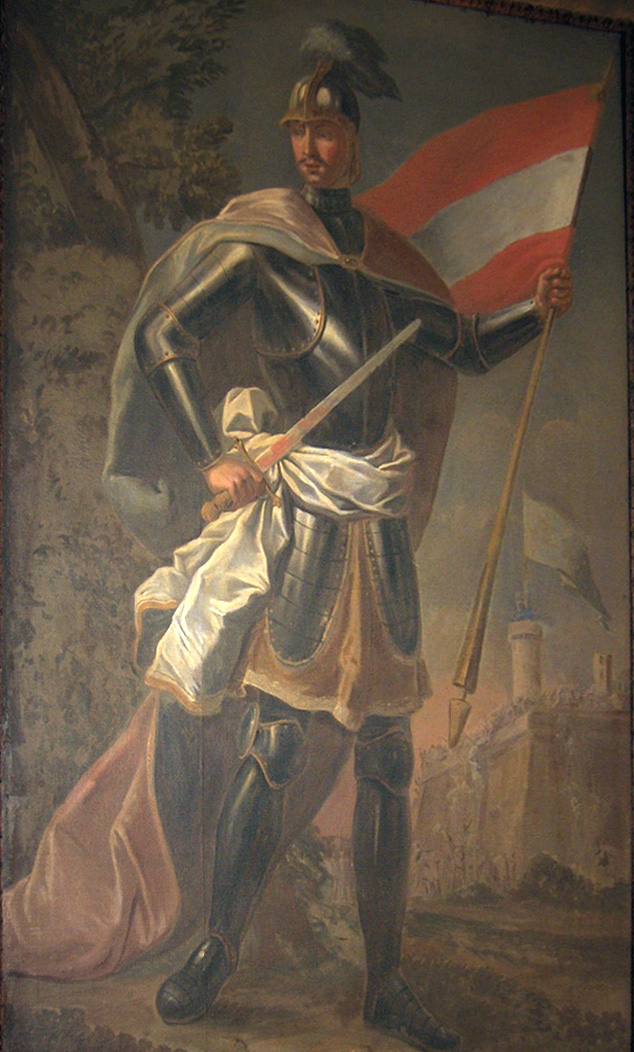
Léopold VI d'Autriche, né en 1176.

Cette page dresse une liste de personnalités nées au cours de l'année 1176 :
- Albert II de La Tour du Pin, noble et croisé.
- André II de Hongrie, roi de Hongrie.
- Az-Zahir (Abbasside), ou Abû an-Nasir "al-Zâhir bi-'Amr Allah" Muhammad ben Ahmad an-Nâsir, 35e calife abbasside.
- Fujiwara no Nobuzane, homme politique, poète, calligraphe et homme de lettres japonais[1].
- Hachijō In no Takakura, poétesse et courtisane japonaise de la fin de l'époque de Heian.
- Léopold VI d'Autriche, duc de Styrie et duc d’Autriche.

date incertaine (vers 1176)
- Fujiwara no Nobuzane, homme politique, poète, calligraphe peintre et homme de lettres japonais.
- Guillaume de Longue-Épée, 3e comte de Salisbury.

## Crédit d'auteurs
- Cet article est partiellement ou en totalité issu de l'article intitulé « 1176 » (voir la liste des auteurs).